# 邢氏宗祠
邢氏宗祠，位于中国广东省揭阳市榕城东郊下围，为揭阳市的一个市、县级文物保护单位，类型为古建筑，公布时间为2007年12月。
邢氏宗祠的历史年代为明代。